# 25th Anniversary DREAMS COME TRUE CONCERT TOUR 2014 ATTACK25
『25th Anniversary DREAMS COME TRUE CONCERT TOUR 2014 ATTACK25』（トゥエンティフィフス アニバーサリー ドリームズカムトゥルー コンサートツアー アタックトゥエンティファイブ）は、DREAMS COME TRUEのライブビデオ。2015年7月7日発売。

## 解説
- 2014年夏から同年大晦日にかけて行われた、アリーナツアーの模様を商品化。
- ライブ開始から終了まで、MCや曲間に至るまでを全てノーカットで収録。ただし、アンコール待ち時間のみカットされている。
- 最終日の広島グリーンアリーナ公演はカウントダウンライブとなった。
- このツアーは、彼らのデビュー25周年を記念してリリースされたアルバム『ATTACK25』の曲を中心に、25年前にリリースされた1stアルバム『DREAMS COME TRUE』からも半数近く演奏されている。
- セットは、アリーナ会場をフルに駆け回れるように全長80メートルものセンターステージが採用されている。
- DVD初回限定盤（3DVD）、DVD通常盤（2DVD）、Blu-ray初回限定盤（2Blu-ray）、Blu-ray（1Blu-ray）の4形態で発売。さらに、ジャケット写真はアイマスクに隠れる中村正人に見えて実はダチョウ倶楽部の肥後克広が飾っている。各初回限定盤（デジパック仕様）ではそのアイマスクが外せる仕様になっているので種明かしがわかるようになっている。
- 特典映像として、スペースシャワーTV 開局25周年記念として開催され、同局で放映された「SPACE SHOWER TV “LIVE with YOU”」が収録されている。
- 48ページにも及ぶフォトブックが封入されている。

## 収録曲

### 本編
1. OPEN SESAME + 映像1
  - 25年前に発売された1stアルバム『DREAMS COME TRUE』からの楽曲を中心に演奏。映像は25年間に行われたコンサートツアーを振り返るような映像が会場で流れたものをそのまま観ることができる。
2. APPROACH
3. IT'S TOO LATE
  - コンサート自体は日替わりメニューで変更された（カ・タ・ガ・キ／エメラルドの弱み／IT'S TOO LATE）
4. MADE OF GOLD -featuring DABADA-
5. 愛して笑ってうれしくて涙して
6. この街で
7. それでも恋は永遠
  - ダンサーと観客が一緒になってエクササイズをする「ドリー・ザ・ブート・キャンプ」を実施
8. あなたに会いたくて
9. 悲しいKiss
10. 映像2
  - ここからは本ツアーからの最新アルバム『ATTACK25』を中心とした演奏となる。映像には25年前に映し出された初のライブツアーから現在に至るまでの演出を辿った物となっている。
11. THE CHANCE TO ATTACK WITH MUSIC
12. ONE LAST DANCE, STILL IN A TRANCE
13. I WAS BORN READY!!
14. 軌跡と奇跡
15. MORE LIKE LAUGHABLE
16. あなたにサラダ以外も
17. MONKEY GIRL -懺鉄拳-（懺鉄拳の懺は懺悔の懺）
18. FALL FALLS
19. 愛がたどりつく場所
20. 想像を超える明日へ
21. MY TIME TO SHINE
22. さぁ鐘を鳴らせ
23. AGAIN

ENCORE
1. ハイッ! ハイッ! ハイッ! ハイッ! ／ 恋の罠しかけましょ～FUNK THE PEANUTS のテーマ～
この日の公演で約15年半振りの再集結を成し遂げた。
2. サンキュ.
3. HAPPY HAPPY BIRTHDAY -2014 Party Mix-

### 特典ディスク「LIVE with YOU」
1. OPEN SESAME
2. APPROACH
3. あなたに会いたくて
4. 悲しいKiss
5. ONE LAST DANCE, STILL IN A TRANCE
6. あなたにサラダ以外も
7. AGAIN
8. さぁ鐘を鳴らせ
9. 愛がたどりつく場所
10. LOVE LOVE LOVE